# Dorfkirche Gülitz

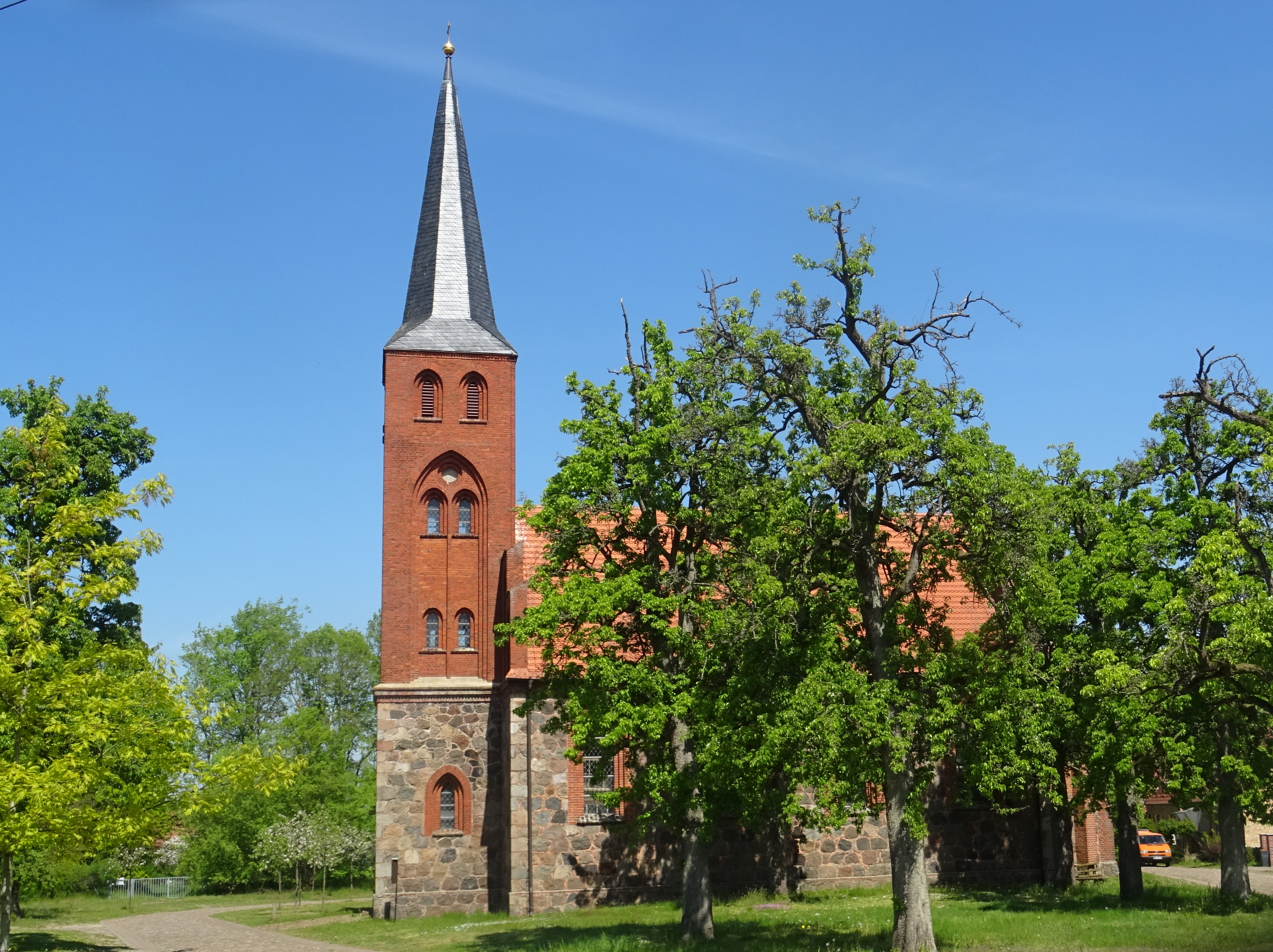
Dorfkirche Gülitz

Die evangelische, denkmalgeschützte Dorfkirche Gülitz steht im Gemeindeteil Gülitz der Gemeinde Gülitz-Reetz im Landkreis Prignitz in Brandenburg. Die Kirche gehört zum Kirchenkreis Prignitz der Evangelischen Kirche Berlin-Brandenburg-schlesische Oberlausitz.

## Beschreibung
Die neugotische Saalkirche wurde 1875 aus Feld- und Backsteinen erbaut. Die Pläne hat Friedrich August Stüler 1861 gefertigt. Das Langhaus und das Erdgeschoss des Kirchturms im Westen bestehen aus Feldsteinen, die Obergeschosse des Kirchturms und die polygonale Apsis im Osten aus Backsteinen. Das oberste Geschoss des Kirchturms beherbergt hinter den als Biforien gestalteten Klangarkaden den Glockenstuhl. Darauf sitzt ein schiefergedeckter, achtseitiger Knickhelm. Die mit spitzbogigen Blenden gegliederten Ost- und Westwände des Langhauses sind mit Staffelgiebeln bedeckt. Die Orgel mit 9 Registern auf zwei Manualen und Pedal hat um 1893 Schlag & Söhne gebaut.